# Abbazia di Viktring
L'abbazia di Viktrig (in tedesco: Stift Viktring, in sloveno Opatija Vetrinj) è stato un monastero cistercense in Carinzia. È ora una parrocchia cattolica di un villaggio, Viktring, che dal 1973 è stato accorpato al capoluogo della Carinzia, Klagenfurt am Wörthersee.

## Storia

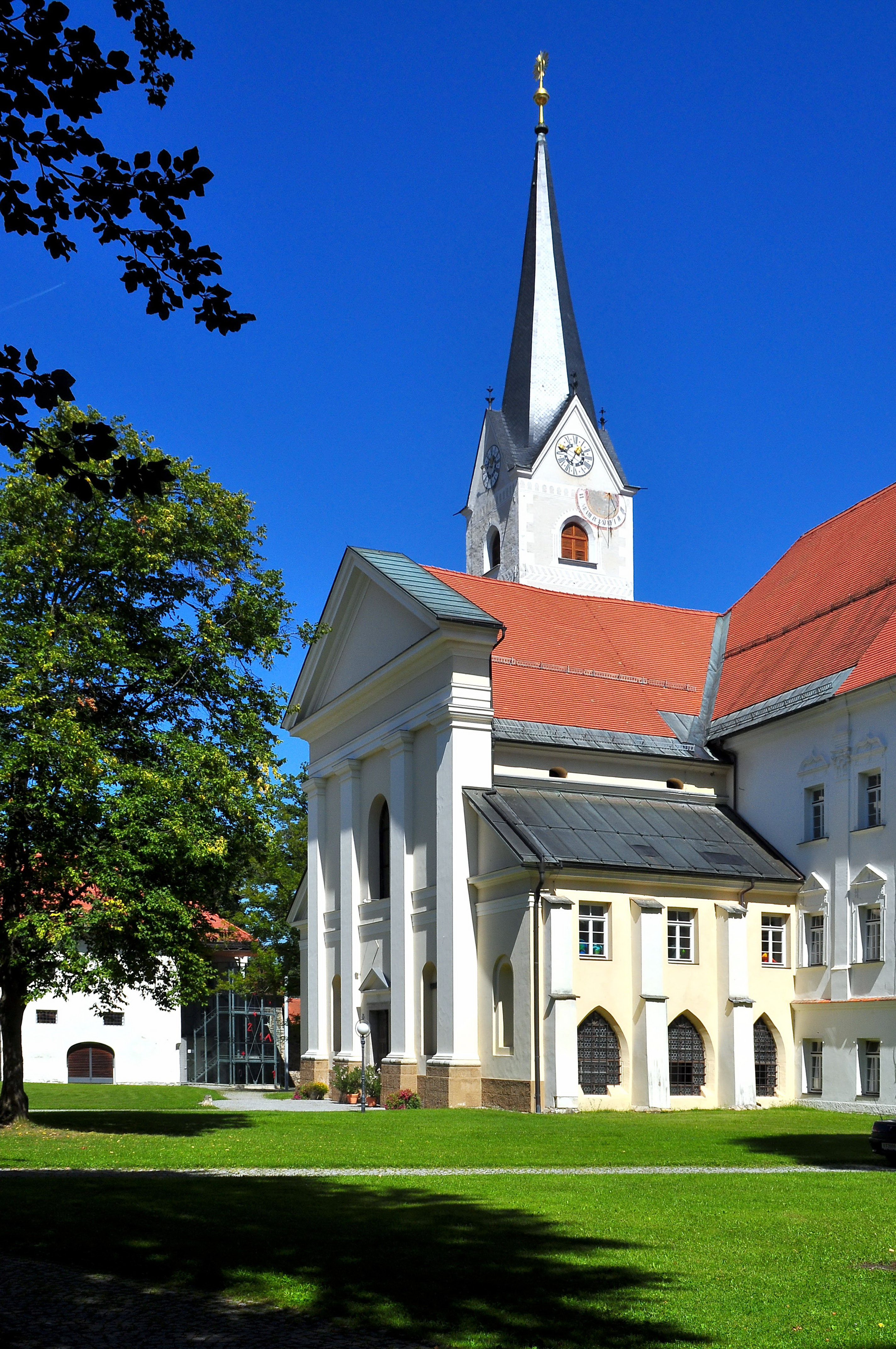
La chiesa dell'abbazia

L'abbazia fu fondata nel 1142 dai monaci cistercensi provenienti dall'abbazia di Villers-Bettnach nel ducato di Lorena, a sua volta una filiazione dell'abbazia di Morimond. Le terre furono probabilmente donate dal conte Bernardo di Sponheim-Marburg (Maribor), fratello del duca Enghelberto di Carinzia e di sua moglie Cunegonda, figlia del margravio Ottocaro II di Stiria. Già il 13 maggio dell'anno successivo Eberardo fu consacrato come primo abate. La chiesa abbaziale fu dedicata sessant'anni più tardi (1202) dall'arcivescovo di Salisburgo Eberardo di Truchsees.
Nel 1234 il duca di Carinzia Bernardo di Sponheim fondò l'abbazia di Landstrass, nota anche come abbazia di Kostanjevica, una filiazione di Viktring, che oggi si trova a Kostanjevica na Krki in Slovenia.
L'abate più celebre è il cronista Giovanni, confidente del duca Enrico, che assunse il suo incarico nel 1312. Sotto l'abate Giovanni II nel 1411 la maggior parte dell'abbazia di Viktring fu distrutta in un incendio. Una ricostruzione vigorosa ebbe luogo grazie a un decreto del capitolo generale dei cistercensi. Nel 1447 Federico III d'Asburgo donò all'abbazia un altare.
Durante le riforme giuseppiniste l'abbazia fu sciolta per decreto il 19 maggio 1786. La parrocchia mantenne il possesso della sola chiesa e della canonica. L'altare fu trasferito all'abbazia di San Bernardo di Wiener Neustadt e quando questa fu unita all'abbazia di Heiligenkreuz nel 1885, fu venduto al Duomo di Vienna e collocato di fronte alla tomba del suo donatore, Federico III.

## La sorte degli edifici
Il 10 novembre 1788 parte degli edifici e delle terre furono acquistati all'asta dai fratelli Johann e Christoph Moro, che vi stabilirono un'industria tessile. La stessa famiglia, dopo un notevole successo commerciale, acquisì anche la restante parte dell'abbazia nel 1897. Nel 1925 Adeline von Botka, ultima discendente della famiglia, vendette l'abbazia al barone Josef Aichelburg-Zosenegg, che commise suicidio nel 1942; allora l'abbazia passò all'Hamburger Aero-Maschinen- und Werkzeugfabrik e da questa nel 1956 all'azienda Reichmann, che fallì dieci anni dopo. Nel 1970 il governo austriaco acquistò il complesso e vi stabilì una scuola secondaria nel 1977.